# Boxted-Bombarde
Die Boxted-Bombarde ist ein englisches Geschütz aus dem 15. Jahrhundert. Die Bombarde ist ein mittelgroßes Exemplar ihrer Art, ein militärischer Einsatz ist mangels historischer Überlieferung nicht bekannt. Das Stück war lange Zeit unauffindbar und wurde erst in den 1970er Jahren für die Wissenschaft in der Ortschaft Boxted wiederentdeckt. Es befindet sich heute in der Artilleriesammlung der Royal Armouries.

## Konstruktion
Die Bauweise der Bombarde ist typisch für größere Eisengeschütze jener Zeit. Der Kanonenlauf ist aus länglichen Eisenstäben zusammengesetzt, die wie bei einem Daubenfaß durch Eisenreifen zusammengehalten werden. Diese Konstruktion aus Stäben und Ringen wurde zu einem Hohlzylinder mit einem Innendurchmesser von 34,3 cm zusammengeschweißt. Einige der Verstärkungsringe sind nicht ganz geschlossen; die Lücken könnten bereits bei der Anfertigung oder durch die Materialbeanspruchung beim Abfeuern entstanden sein. Die solide Pulverkammer ist an das Kanonenrohr mittels überstehender Längsstäbe angeschweißt und besitzt ein wesentlich kleineres Kaliber von 10,2 cm. Die Bombarde wurde an der Mündung mit zurechtgemeißelten Steinkugeln geladen (Steinbüchse). An ihrer Oberseite sind Metallringe zum Transport befestigt. Die gesamte Kanone hat eine Länge von 2,39 m, ihr Gewicht wird nicht genannt. Verglichen mit den größten damaligen Geschützen ist sie von mittelschwerem Kaliber.

## Geschichte
1792 veröffentlichte die Londoner Gesellschaft der Altertumsforscher in ihrer Fachzeitschrift Archaeologia eine Abbildung der Bombarde, die auf einem etwas älteren Aquarell beruht. Der kurze Begleittext erläutert, dass das Geschütz in Eridge Green (Sussex) „viele Jahre lang zum Amüsement der Leute an Feier- oder Festtagen“ gegen Entgelt abgefeuert wurde. Das Ziel soll ein Hügel in einer Meile Entfernung gewesen sein. Dem Antiquar Francis Grose zufolge war die Bombarde allerdings schon spätestens 1784 von Eridge Green nach Boxted Hall, einem herrschaftlichen Haus in Boxted (Suffolk), verlegt worden. Dort blieb sie anscheinend im Besitz einer örtlich ansässigen Familie. Nach vergeblichen Lokalisierungsversuchen von Charles ffoulkes und anderen Historikern wurde sie schließlich in den 1970er Jahren aufgespürt und durch die Royal Armouries 1979 in den Weißen Turm in London überführt. Mittlerweile ist sie in der Zweigstelle des Museums in Fort Nelson ausgestellt.
In Ermangelung zeitgenössischer Angaben kann die Herkunft der Bombarde nur in groben Zügen rekonstruiert werden. Die Herstellung von Kanonen aus Schmiedeeisen lässt sich in Südwestengland bis in die Mitte des 14. Jahrhunderts zurückverfolgen. Da Eridge im traditionellen Eisenverhüttungsgebiet des Weald liegt, nimmt man an, dass das Geschütz aus der regionalen Produktion stammt. Größe und Fertigungsweise deuten auf die Mitte des 15. Jahrhunderts hin, als der Bau solcher Steinbüchsen in Europa ihren Höhepunkt erreichte.

## Externe Verweise
- Royal Armouries: The Boxted Bombard